# Thereva kempi
Thereva kempi är en tvåvingeart som beskrevs av Enrico Adelelmo Brunetti 1920. Thereva kempi ingår i släktet Thereva och familjen stilettflugor. Inga underarter finns listade i Catalogue of Life.